# 贝莱奥斯
贝莱奥斯，是西班牙卡斯蒂利亚-莱昂阿维拉省的一个市镇。总面积20平方公里，总人口256人（2001年），人口密度13人/平方公里。